# Desmodium spirale
Desmodium spirale är en ärtväxtart som beskrevs av August Heinrich Rudolf Grisebach. Desmodium spirale ingår i släktet Desmodium och familjen ärtväxter. Inga underarter finns listade i Catalogue of Life.